# Skeleton aux Jeux olympiques de 1948
Navigation
Saint-Moritz 1928 Salt Lake City 2002
L'épreuve de skeleton aux Jeux olympiques d'hiver de 1948 se déroule les 3 et 4 février 1948 au Cresta Run dans la station de sports d'hiver de Saint-Moritz dans le canton des Grisons (Suisse). Après avoir été programmé en 1928 (déjà à Saint-Moritz), le skeleton fait son retour dans le programme olympique lors de ces Jeux.

## Podiums
| Épreuves                   | Or                | Argent            | Bronze              |
| -------------------------- | ----------------- | ----------------- | ------------------- |
| Hommes résultats détaillés | Nino Bibbia (ITA) | John Heaton (USA) | John Crammond (GBR) |

## Résultats
| Rang | Nation          | Athlète              | Temps total  |
| ---- | --------------- | -------------------- | ------------ |
| 1er  | Italie          | Nino Bibbia          | 5 min 23 s 2 |
| 2e   | États-Unis      | John Heaton          | 5 min 24 s 6 |
| 3e   | Grande-Bretagne | John Crammond        | 5 min 25 s 1 |
| 4e   | États-Unis      | William Martin       | 5 min 28 s 0 |
| 5e   | Suisse          | Golttfried Kagi      | 5 min 29 s 9 |
| 6e   | Grande-Bretagne | Richard Bott         | 5 min 30 s 4 |
| 7e   | Grande-Bretagne | J.S.Coats            | 5 min 31 s 9 |
| 8e   | États-Unis      | Fairchilds MacCarthy | 5 min 35 s 5 |

## Tableau des médailles
| Rang  | Nation          | Or | Argent | Bronze | Total |
| ----- | --------------- | -- | ------ | ------ | ----- |
| 1     | Italie          | 1  | 0      | 0      | 1     |
| 2     | États-Unis      | 0  | 1      | 0      | 1     |
| 3     | Grande-Bretagne | 0  | 0      | 1      | 1     |
| Total | Total           | 1  | 1      | 1      | 3     |